# ادموند هورتون
ادموند هورتون (انگلیسی: Edmund Horton; ۲۵ مارس ۱۸۹۶ – ۲۶ مهٔ ۱۹۴۴) از برندگان مدال‌های بازی‌های المپیک زمستانی اهل ایالات متحده آمریکا بود.